# Rod Hackney
Roderick Peter Hackney, né le 3 mars 1942 à Liverpool, plus connu sous le nom de  Rod Hackney, est un architecte britannique et ancien président du  Royal Institute of British Architects et de l'Union internationale des architectes.

## Biographie
Roderick Peter Hackney naît le 3 mars 1942 à Liverpool.
Il étudie l'architecture à l'Université de Manchester et obtient son diplôme en 1965. Il travaille ensuite dans le cabinet d'Arne Jacobsen au Danemark pendant trois ans avant de retourner à Manchester pour entreprendre un doctorat.
En 1972, il crée son propre cabinet Rod Hackney Architect à Macclesfield. 
Il est considéré comme le pionnier de l' "architecture communautaire" en 1974, lorsqu'il se bat pour l'élimination des bidonvilles à Macclesfield et aide les habitants à améliorer leur propre environnement.
En 2008, il cofonde Kansara Hackney Ltd.